# Dan Campbell
Pour les articles homonymes, voir Daniel Campbell et Campbell.
(en) Statistiques sur pro-football-reference
Dan Campbell, né le 13 avril 1976 à Clifton au Texas, est un ancien joueur américain de football américain devenu entraîneur. Il évoluait au poste de tight end durant sa carrière de joueur. Il est l'entraîneur principal des Lions de Détroit de la National Football League (NFL) depuis 2021.

## Biographie

### Carrière universitaire
Étudiant à l'université A&M du Texas, il a joué pour les Aggies de 1995 à 1998.

### Carrière professionnelle
Il est sélectionné au troisième tour, en 79e position, par les Giants de New York lors de la draft 1999 de la NFL.
Après quatre saisons avec les Giants, il rejoint les Cowboys de Dallas en 2003. Il signe ensuite aux Lions de Détroit en 2006. À sa première saison avec les Lions, il connaît sa meilleure saison offensive avec 308 yards sur réception et 4 touchdowns. Après deux saisons perturbées par les blessures, il est libéré par les Lions après la saison 2008.
En 2009, il signe aux Saints de La Nouvelle-Orléans, mais se blesse au genou lors du camp d'entraînement. Blessé toute la saison, les Saints remportent le Super Bowl XLIV, mais Campbell ne reçoit pas de bague de champion par l'équipe.

## Carrière d'entraîneur
Il commence une carrière d'entraîneur lorsqu'il rejoint les Dolphins de Miami en 2010 en tant que stagiaire. La saison suivante, il est nommé entraîneur des tight ends. 
Le 21 octobre 2015, il devient l'entraîneur principal par intérim des Dolphins après le renvoi de l'entraîneur principal Joe Philbin. Il conclut la saison 2015 avec 5 victoires contre 7 défaites. Après la saison, il est interviewé par les Dolphins pour le poste permanent, mais n'est pas retenu lorsqu'ils ont engagé Adam Gase. 
Il quitte peu après les Dolphins et rejoint en janvier 2016 les Saints de La Nouvelle-Orléans en tant qu'entraîneur des tight ends et assistant entraîneur principal de Sean Payton.
Dan Campbell est l'objet de critiques par certains médias notamment pour son play calling agressif, notamment sur quatrième tentative. Non seulement, Campbell assume et continue son style agressif, et a sorti Détroit des bas fonds de la ligue vers l'une des franchises candidate au titre.

### Lions de Détroit
Le 20 janvier 2021, il est nommé entraîneur principal des Lions de Détroit. Il doit attendre 12 matchs pour obtenir sa première victoire avec les Lions, après une victoire lors de la 13e semaine contre les Vikings du Minnesota. Il termine sa première saison avec l'équipe avec un bilan de 3 victoires, 13 défaites et un match nul.
Lors de la 2022, après des débuts difficiles (1 victoire pour 6 défaites), les Lions finissent la saison en remportant huit de leurs dix matchs, terminant la saison avec un bilan de 9–8. Détroit restant en course pour les playoffs jusqu'à la dernière semaine de saison régulière. Cependant, ils sont éliminés, mais termine la saison avec un bilan positif.
La saison suivante, Lions démarre fort avec un bilan de 8–2, leur meilleur début depuis 1962. En plus d'un titre de division le premier en 30 ans, assurant un match de playoff à domicile, une première également depuis 1991.
Le 14 janvier 2024, les Lions remporte leur match de playoff au Ford Field en battant les Rams de Los Angeles (24–23) mené par l'ancien quarterback des Lions, Matthew Stafford. Le parcours de Détroit continue avec nouvelle une victoire (31–23) contre Buccaneers de Tampa Bay en match de division, marquant la première fois depuis la fusion NFL-AFL qu'ils remportaient plusieurs matchs de playoffs. Les Lions s'inclinent en finale de conférence NFC, leur première depuis la saison 1991 face aux 49ers de San Francisco (31–34), après avoir mené 24–7 à la mi-temps.

## Statistiques
| Équipe            | Saison          | Saison régulière | Saison régulière | Saison régulière | Saison régulière | Saison régulière | Phase finale | Phase finale | Phase finale | Phase finale                                                      |
| Équipe            | Saison          | G                | P                | N                | % victoires      | Classement       | G            | P            | % victoires  | Résultat                                                          |
| ----------------- | --------------- | ---------------- | ---------------- | ---------------- | ---------------- | ---------------- | ------------ | ------------ | ------------ | ----------------------------------------------------------------- |
| Dolphins de Miami | 2015*           | 5                | 7                | 0                | 41,7             | 4e AFC East      | -            | -            | -            | -                                                                 |
| Totaux Dolphins   | Totaux Dolphins | 5                | 7                | 0                | 41,7             |                  | -            | -            | -            |                                                                   |
| Lions de Détroit  | 2021            | 3                | 13               | 1                | 20,6             | 4e NFC Nord      | -            | -            | -            | -                                                                 |
| Lions de Détroit  | 2022            | 9                | 8                | 0                | 52,9             | 2e NFC Nord      | -            | -            | -            | -                                                                 |
| Lions de Détroit  | 2023            | 12               | 5                | 0                | 70,6             | 1er NFC Nord     | 2            | 1            | 66,7         | Défaite contre les 49ers de San Francisco en finale de conférence |
| Lions de Détroit  | 2024            | 14               | 2                | 0                | 87,5             | NFC Nord         | -            | -            | -            | (en cours)                                                        |
| Totaux Lions      | Totaux Lions    | 38               | 28               | 1                | 57,5             |                  | 2            | 1            | 66,7         |                                                                   |
| Totaux            | Totaux          | 43               | 35               | 1                | 55,1             |                  | 2            | 1            | 66,7         |                                                                   |